# Peter Borgelt
Peter Borgelt (Rostock, 20 settembre 1927 – Berlino, 18 marzo 1994) è stato un attore cinematografico e televisivo tedesco.

## Vita e opere
Peter Borgelt nacque a Rostock da una famiglia di artisti: il padre Paul Borgelt (nato il 16 febbraio 1887 ad Osnabrück; morto il 28 agosto 1971 a Bad Pyrmont) era attore mentre la madre Thea Krumreich (nata il 3 dicembre 1900 a Rostock; morta il 23 luglio 1993) era una cantante.
Dopo la fine della Seconda Guerra Mondiale Borgelt cominciò un apprendistato come lavoratore edile, poi optò per la carriera musicale e si iscrisse al corso di composizione al conservatorio di Kamenz. Durante gli studi, collaborò come aiutante al locale teatro di Burgstädt ed improvvisamente si appassionò al mestiere dell'attore, cominciando a prendere lezioni private di recitazione. Nel 1950 superò il concorso e venne scritturato dal teatro di Burgstädt, dove si trovò a lavorare a fianco del padre. Dopo varie tappe nei teatri di Meiningen, Halberstadt, Magdeburgo, Lipsia e Schwerin nel 1967 Borgelt approdò al Deutsche Theater di Berlino, presso cui rimase attivo fino alla sua morte nel 1994. Le ultime apparizioni teatrali di Borgelt furono in La torre di Hofmannsthal e in Il bosco di Ostrovskij.
La prima apparizione televisiva (sulla televisione delle Germania dell'Est) fu nella trasmissione musicale Klock 8, achtern Strom. Borgelt raggiunse la popolarità con la serie poliziesca della RDT Polizeiruf 110 con il suo ruolo del primo tenente Fuchs (dalla fine del 1978 capitano e dall'episodio 142 commissario capo), serie per la quale è apparso in 84 episodi tra il 1971 ed il 1991. Borgelt era celebre per i suoi modi posati e tranquilli, nonché per il suo sonoro timbro di voce. Un giornale dell'epoca lo definà "il Maigret della Germania dell'Est“ e lo paragonò a Jean Gabin.
Dal 1985 Peter Borgelt fu per qualche anno ambasciatore UNICEF per la RDT.
Il 18 marzo 1994 morì a soli 66 anni a causa di un tumore. Riposa al cimitero di Berlin-Karlshorst.
Borgelt si sposò tre volte ed era padre di due figli e di una figlia. Il giornalista ed autore Hans Borgelt era un suo cugino.